# 环辛烯
环辛烯（化学式：C8H14）是八个碳的环烯烃。